# Волошкове (Дністровський район)
Волошко́ве, Волошків або Воло́шково — село у Сокирянській міській громаді Дністровського району Чернівецької області України.

## Географія
Розташоване на правому березі Дністра, за 10 км на північний схід від райцентру, за 10 км від станції Окниця Кишинівської залізниці.
Село є найсхіднішим населеним пунктом Чернівецької області.

## Історія
На території села було виявлено 5 пізньопалеолітичних стоянок (понад 15 тисяч років тому), поселення трипільської культури (ІІІ тисячоліття до н. е.), 3 поселення черняхівської культури (ІІ-УІ століття н. е.) та давнє городище.
В письмових джерелах вперше село згадується у 18 столітті.
За даними на 1859 рік у власницькому селі Хотинського повіту Бессарабської губернії, мешкало 479 осіб (238 чоловічої статі та 241 — жіночої), налічувалось 86 дворових господарств, існували православна церква та поромна переправа.
Станом на 1886 рік у власницькому селі Секурянської волості, мешкало 582 особи, налічувалось 102 дворових господарства, існувала православна церква.
Під час Хотинського повстання 1919 року мешканці села вигнали румунських жандармів і тиждень тримали село в обороні. Організаторів виступу Д. Д. Михальчука та І. А. Бабія румунські власті засудили на 10 років каторжнихробіт.
В березні 1940 р. у селі був створений колгосп «Нове життя» і відновлений у 1945 р. за яким було закріплено 1540 га землі. Майже 30 років на посаді голови колгоспу працював Василь Прокопович Натрасенюк (28.01.1927 — 15.09.1997), який у 1975 р. був нагороджений орденом Леніна. Після розпаду СРСР господарство припинило існування. Частина земель відійшла під будівництво Дністровського комплексгого гідровузла.
На березі Дністра на честь воїнів Червоної Армії, які тут 23 березня 1944 року форсували річку і визволилили село від нацистів, встановлено пам'ятник-обеліск.

## Відомі особи
З селом пов'язані:
- Довгань Оксана (Ксенія) Григорівна — (*24.03.1938). — Українська поетеса, перекладачка. -Лауреат літературної премії імені Дмитра Загула (2007). Авторка зірок: «Дихає земля», «І сміялась вишня», «Серцем до трави», «Сонце сипле променята», «Із голосу таємного джерел», «Стою у полум'ї любові», «Життя», «Літа лагідні струмочки», «Живуть букви у словах»… Головний редактор словника-довідника М. Богайчука «Література і мистецтво Буковини в іменах» (2005), підготувала серію методичних матеріалів «Літературно-мистецька Буковиніана». Її твори італійською мовою надруковані у Мілані.
- Довгань Іван Микитович — Офіцер міліції у відставці. Юрист. Адвокат у Чернівцях. Член Всеукраїнської громадської організації «Правозахист».
- Лотоцький Павло Арефович; — (*29.06.1878, с. Волошкове Хотинського повіту Бессарабії, нині — Сокирянський район -+ 1928, м. Юнгстаун, штат Огайо, США) — Священослужитель, протоірей. Кавалер ордена св. Станіслава 3-го ступеня.
- Мартинюк Володимир Семенович — (*14.01.1938 — 13.12.1999). — Агроном. Громадський діяч. Літератор. Був членом літературно-мистецького об'єднання «Польова веселка» при газеті «Дністрові зорі». Автор поетичної збірки «Мамине серце» (1993). Окремі вірші поклали на музику композитори Володимир Давиденко, Михайло Мафтуляк: «Буковиночка», «Пісня про Волошкове», «До джерела», «Ти завжди», Горянка"…
- Швець Павло Миколайович — (*30.10.1950). — Артист балету. Фотожурналіст. Художник-оформлювач. Закінчив Чернівецьке культосвітнє училище. З 1973 р. артист Заслуженого Буковинського ансамблю пісні і танцю Чернівецької облфілармонії, з 1974 р. — артист балету Чернівецького обласного українського музично-драматичного театру ім. Ольги Кобилянської, з 2008 р.- художник-оформлювач театру. Створив фотоархів ряду вистав та заходів, що проводилися в театрі впродовж 1997—2007 рр. Зіграв одну з ролей у виставі за поезіями члена НСПУ Віри Китайгородської «Туга замайбутнім» (2009).У складі Заслуженого Буковинського ансамблю пісні і танцю виступав на сценах міст України, Росії, Молдови, Білорусі, у Києві, Москві. Фотороботи Павла Швеця друкувалися у газетах «Культура і життя», «Буковина», «Чернівці», «Молодий буковинець», «ЗорилеБуковіней» та інших виданнях. Він створив фотоархів ряду вистав та заходів, що проводилися у театрі впрдовж 1997—2007 років. Зіграв одну із ролей у виставі за поезіями члена Національної спілки письменників України Віри Китайгородської «Туга за майбутнім» (2009).